# Hintere Schnaid
Hintere Schnaid, amtlich Schnaid (hintere), ist ein Gemeindeteil der Stadt Wallenfels im oberfränkischen Landkreis Kronach in Bayern.

## Geographie
Das Dorf liegt in Hanglage nördlich der Thiemitz. Es entspringen beim Ort der Vordere und Hintere Rotenbach sowie ein namenloser Bach, alle sind rechte Zuflüsse der Thiemitz. Eine Gemeindeverbindungsstraße führt nach Mittlere Schnaid (0,8 km südwestlich) bzw. nach Lorchenmühle zur Kreisstraße KC 2 (0,7 km südöstlich).

## Geschichte
Gegen Ende des 18. Jahrhunderts bildeten Hintere, Mittlere und Vordere Schnaid und Lorchenmühle eine Realgemeinde, bestehend aus 14 Anwesen (2 Höfe, 6 Halbhöfe, 4 halbe Güter, 1 Haus, 1 Mahlmühle). Das Hochgericht übte das bambergische Centamt Wallenfels aus. Das Vogteiamt Wallenfels hatte die Dorf- und Gemeindeherrschaft sowie die Grundherrschaft über alle Anwesen.
Mit dem Ersten Gemeindeedikt wurde die Hintere Schnaid dem 1808 gebildeten Steuerdistrikt Wallenfels zugewiesen. Im Jahr 1818 folgte die Zuordnung zur Ruralgemeinde Schnaid. Am 1. Januar 1972 wurde Hintere Schnaid im Zuge der Gebietsreform in Bayern in Wallenfels eingegliedert.

## Einwohnerentwicklung
| Jahr      | 001818 | 001861 | 001871 | 001885 | 001900 | 001925 | 001950 | 001961 | 001970 | 001987 |
| Einwohner |        | 68     | 88     | 83     | 85     | 128    | 124    | 129    | 172    | 140    |
| Häuser    | 4      |        |        | 9      | 12     | 17     | 22     | 24     |        | 37     |
| Quelle    | [ 5 ]  | [ 7 ]  | [ 8 ]  | [ 9 ]  | [ 10 ] | [ 11 ] | [ 12 ] | [ 13 ] | [ 14 ] | [ 1 ]  |

## Religion
Der Ort ist römisch-katholisch geprägt und war ursprünglich nach St. Thomas in Wallenfels gepfarrt, im 19. Jahrhundert war die Pfarrei Mariä Geburt in Steinwiesen zuständig, seit Anfang des 20. Jahrhunderts ist es wieder St. Thomas. Die Protestanten sind nach St. Michael (Bernstein am Wald) gepfarrt.